# Петроњано Басо (Арецо)
Петроњано Басо је насеље у Италији у округу Арецо, региону Тоскана.
Према процени из 2011. у насељу је живело 33 становника. Насеље се налази на надморској висини од 249 м.